# Памятник Антону Головатому (Одесса)
Памятник Антону Головатому (укр.  Пам'ятник Антону Головатому) — монумент, воздвигнутый в Одессе в Старобазарном сквере в честь украинского казачьего атамана, одного из основателей Черноморского казачьего войска и инициатора переселения черноморских казаков с территории современной Украины на Кубань.
История появления памятника именно в Одессе связана с историческими событиями конца XVIII века.
Антон Головатый один из атаманов черноморских казаков, сражавшихся против турок вместе с русскими солдатами при взятии Хаджибея. Это военное формирование было создано российским правительством в 1787 году из подразделений Войска верных запорожцев (основа — бывшие запорожские казаки). Для войска отводилась территория между Южным Бугом и Днестром.
Памятник кошевому атаману Черноморского казацкого войска Антону Головатому был торжественно открыт 2 сентября 1999 года во время праздничных мероприятий, связанных с 205-летием города Одессы при участии Президента Украины.
Монумент представляет собой бронзовую скульптуру присевшего отдохнуть атамана и пасущегося рядом коня, вверху парит ангел. Авторы: скульптор Токарев А., архитектор Чепелев В. Н.

## Галерея

Элемент памятника — Взятие Хаджибея
Элемент памятника — Переход на Кубань
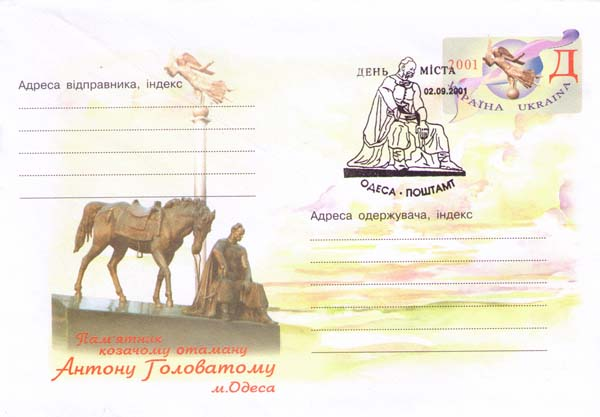
Конверт, выпущенный Укрпочтой в день города (2001 год)